# FK Bohemians Praha
FK Střížkov Praha 9 (celým jménem Fotbalový klub Střížkov Praha 9) byl český fotbalový klub, reprezentující pražské katastrální území Střížkov a Prosek. Klub byl založen v roce 1996 sloučením menších pražských celků FC DROPA Střížkov a TJ Kompresory Prosek. V roce 2005 bylo klubu do názvu pronajato jméno Bohemians, díky čemuž v budoucnu proběhla naplno Kauza Bohemians. Vše pak mělo v konečném důsledku za následek postupný odchod střížkovských Bohemians z české fotbalové scény. Nejprve v roce 2016 opustil fotbalovou mapu tým mužů, v roce 2017 pak došlo k převodu týmu žen pod název FC Praha. Klubové barvy byly zelená a bílá.
Své domácí zápasy odehrával na stadionu SK Prosek s kapacitou 2 600 diváků.

## Historie
V sezoně 2006/07 hráli střížkovští hráči v podnájmu na bývalém hřišti klubu SC Xaverov Horní Počernice, který se nachází v Horních Počernicích. Stadion si tehdy vypůjčili od bývalého vlastníka FK Viktoria Žižkov.
V sezóně 2007/08 Střížkov pod názvem FK Bohemians Praha hrál 2. ligu též na hornopočernickém stadionu a v druhé nejvyšší soutěži obsadili v první sezoně rovnou první příčku, což znamenalo historický postup klubu do Gambrinus ligy.
V sezóně 2008/09 se musel tým přestěhovat na lepší stadion, jelikož stadion Na Chvalech neodpovídá prvoligovým požadavkům. Celou sezonu tak Střížkov pod názvem FK Bohemians Praha odehráli na Žižkově, na stadionu tamní FK Viktoria Žižkov. Ve své první sezoně v nejvyšší soutěži klub uhrál 13. místo, díky kterému si pojistil účast i v další sezoně.
V sezóně 2009/10 se musel Střížkov opět stěhovat. Po neshodách s FK Viktoria Žižkov o pronajmutí stadionu tak klub hrál své domácí zápasy na stadionu Evžena Rošického. Dne 10. dubna 2010 odmítl Střížkov nastoupit v ligovém zápase proti svému nepříteli a jmenovci Bohemians 1905, neboť podle šéfa klubu Karla Kapra tým Bohemians 1905 není členem FAČR. Za tento čin byl klub FK Bohemians Praha disciplinární komisí ČMFS (dnešní FAČR) potrestán pokutou 6 000 000 Kč a ztrátou 20 bodů v tabulce, později byl odečet bodů zmírněn na 15, aby klub dokončil sezonu s kladným bodovým počtem (samotný zápas byl kontumován ve prospěch Bohemians 1905 se skóre 3:0).
V sezóně 2010/11 hrál Střížkov ČFL na svém stadionu SK Prosek, jelikož odmítl zaplatit šestimilionovou pokutu a tím pádem nedostal licenci pro účast ve druhé lize. Do sezóny klub vstoupil s téměř podobnou soupiskou jako v první lize a několik zápasů před koncem soutěže si zajistil, prvním místem, postup zpět do druhé ligy.
V sezóně 2011/12 Střížkov ve 2. lize jako nováček obsadil páté místo, když až do samotného závěru soutěže bojoval o postup do první ligy. V sezóně 2012/13 hrál Střížkov stále druhou nejvyšší soutěž na svém stadionu SK Prosek, tentokrát se však pohyboval ve spodních patrech tabulky.
V sezóně 2013/14 sestoupil Střížkov do ČFL, v další sezóně 2014/15 v lize zvítězil, ale postup do vyšší soutěže odmítl a rozhodl se hrát Pražský přebor. Po sezóně 2015/2016, kterou klub strávil v Pražském přeboru, ukončil činnost výběr mužů. Po sezoně 2016/17 došlo k ukončení působení výběru žen, který se odloučil a začal působit pod názvem FC Praha.

## Historické názvy
- 1996 – FC DROPA ČKD Kompresory Praha (Football Club DROPA Českomoravská-Kolben-Daněk Kompresory Praha)
- 1996 – FC Střížkov Praha 9 (Football Club Střížkov Praha 9)
- 2005 – FK Bohemians Praha (Fotbalový klub Bohemians Praha)

## Umístění v jednotlivých sezonách (muži)
Zdroj: 
- 1996–1997: Divize A
- 1997–1998: Divize C
- 1998–1999: Divize B
- 1999–2007: Česká fotbalová liga
- 2007–2008: 2. liga
- 2008–2010: 1. liga
- 2010–2011: Česká fotbalová liga
- 2011–2012: 2. liga
- 2012–2014: Fotbalová národní liga
- 2014–2015: Česká fotbalová liga
- 2015–2016: Pražský přebor

Jednotlivé ročníky
Zdroj: 
Legenda: Z – zápasy, V – výhry, R – remízy, P – porážky, VG – vstřelené góly, OG – obdržené góly, +/− – rozdíl skóre, B – body, červené podbarvení – sestup, zelené podbarvení – postup, fialové podbarvení – reorganizace, změna skupiny či soutěže
| Česko (1996 – 2016) |                        |        |    |    |       |    |    |    |     |    |        |
| Sezóny              | Liga                   | Úroveň | Z  | V  | R     | P  | VG | OG | +/− | B  | Pozice |
| 1996/97             | Divize A               | 4      | 30 | 16 | 10    | 4  | 51 | 19 | +32 | 58 | 3.     |
| 1997/98             | Divize C               | 4      | 30 | 12 | 6     | 12 | 52 | 37 | +15 | 42 | 9.     |
| 1998/99             | Divize B               | 4      | 28 | 17 | 9     | 2  | 50 | 17 | +33 | 60 | 2.     |
| 1999/00             | Česká fotbalová liga   | 3      | 30 | 15 | 8     | 7  | 53 | 31 | +22 | 53 | 3.     |
| 2000/01             | Česká fotbalová liga   | 3      | 34 | 19 | 4     | 11 | 69 | 43 | +26 | 51 | 2.     |
| 2001/02             | Česká fotbalová liga   | 3      | 34 | 17 | 7     | 10 | 53 | 43 | +10 | 58 | 5.     |
| 2002/03             | Česká fotbalová liga   | 3      | 34 | 15 | 8     | 11 | 48 | 49 | −1  | 53 | 5.     |
| 2003/04             | Česká fotbalová liga   | 3      | 34 | 15 | 4     | 15 | 44 | 52 | −8  | 49 | 4.     |
| 2004/05             | Česká fotbalová liga   | 3      | 32 | 11 | 8     | 13 | 36 | 43 | −7  | 41 | 11.    |
| 2005/06             | Česká fotbalová liga   | 3      | 34 | 19 | 6     | 9  | 58 | 26 | +32 | 63 | 3.     |
| 2006/07             | Česká fotbalová liga   | 3      | 34 | 21 | 8     | 5  | 69 | 26 | +43 | 71 | 1.     |
| 2007/08             | 2. liga                | 2      | 30 | 15 | 8     | 7  | 46 | 38 | +8  | 53 | 1.     |
| 2008/09             | Gambrinus liga         | 1      | 30 | 10 | 4     | 16 | 33 | 46 | −13 | 34 | 13.    |
| 2009/10             | Gambrinus liga         | 1      | 30 | 4  | 4     | 22 | 27 | 65 | −38 | 1  | 16.    |
| 2010/11             | Česká fotbalová liga   | 3      | 34 | 26 | 2     | 6  | 87 | 34 | +53 | 80 | 1.     |
| 2011/12             | 2. liga                | 2      | 30 | 14 | 6     | 10 | 43 | 31 | +12 | 48 | 5.     |
| 2012/13             | Fotbalová národní liga | 2      | 30 | 6  | 17    | 7  | 30 | 33 | −3  | 35 | 11.    |
| 2013/14             | Fotbalová národní liga | 2      | 30 | 6  | 4     | 20 | 30 | 66 | −36 | 22 | 15.    |
| 2014/15             | Česká fotbalová liga   | 3      | 34 | 25 | 3 / 2 | 4  | 67 | 23 | +44 | 83 | 1.     |
| 2015/16             | Pražský přebor         | 5      | 30 | 17 | 7     | 6  | 69 | 44 | +25 | 58 | 2.     |

Poznámka:
- 2009/10: Klubu bylo za nenastoupení k zápasu původně odečteno 20 bodů,[1] což bylo následně zmírněno na 15 bodů, aby nedohrál soutěž se záporným počtem bodů v tabulce (viz např. TJ VP Frýdek Místek ve druholigové sezoně 1989/90).[2]
- Od sezony 2014/15 se v ČFL hraje tímto způsobem: Pokud zápas skončí nerozhodně, kope se penaltový rozstřel. Jeho vítěz bere 2 body, poražený pak jeden bod. Za výhru po 90 minutách jsou 3 body, za prohru po 90 minutách není žádný bod.

## Trenéři FK Bohemians Praha
- Trenéři FK Bohemians Praha od roku 1999:
  - 1999–2001: Zdeněk Andrlík
  - 2001–2002: Michal Zach, Zdeněk Smištík
  - 2002–2003: Zdeněk Smištík, František Barát
  - 2003–2004: František Barát, Pavel Mejdr, Jaroslav Kohout
  - 2004–2005 Jaroslav Kohout, Vladimír Rosenberger, Josef Jícha, Daniel Šmejkal
  - 2005–2006: Vladimír Hruška
  - 2006–2007: Luboš Urban
  - 2007–2008: Radim Nečas
  - 2008–2009: Luboš Urban
  - 2009–2010: Robert Žák
  - 2010–2011: Jaromír Jindráček
  - 2011–2012: František Barát
  - 2012–2013: Jaromír Jindráček
  - 2013 Ivan Pihávek
  - 2013–2014: Miloš Sazima
  - 2014–2015: Roman Veselý
  - 2015–2016: Jaromír Jindráček